# Turning Torso
Il Turning Torso è un grattacielo situato nella città svedese di Malmö, progettato dall’architetto e ingegnere Santiago Calatrava.
È l’edificio più alto della Svezia ed è considerato il nuovo simbolo della città svedese.

## Genesi del progetto

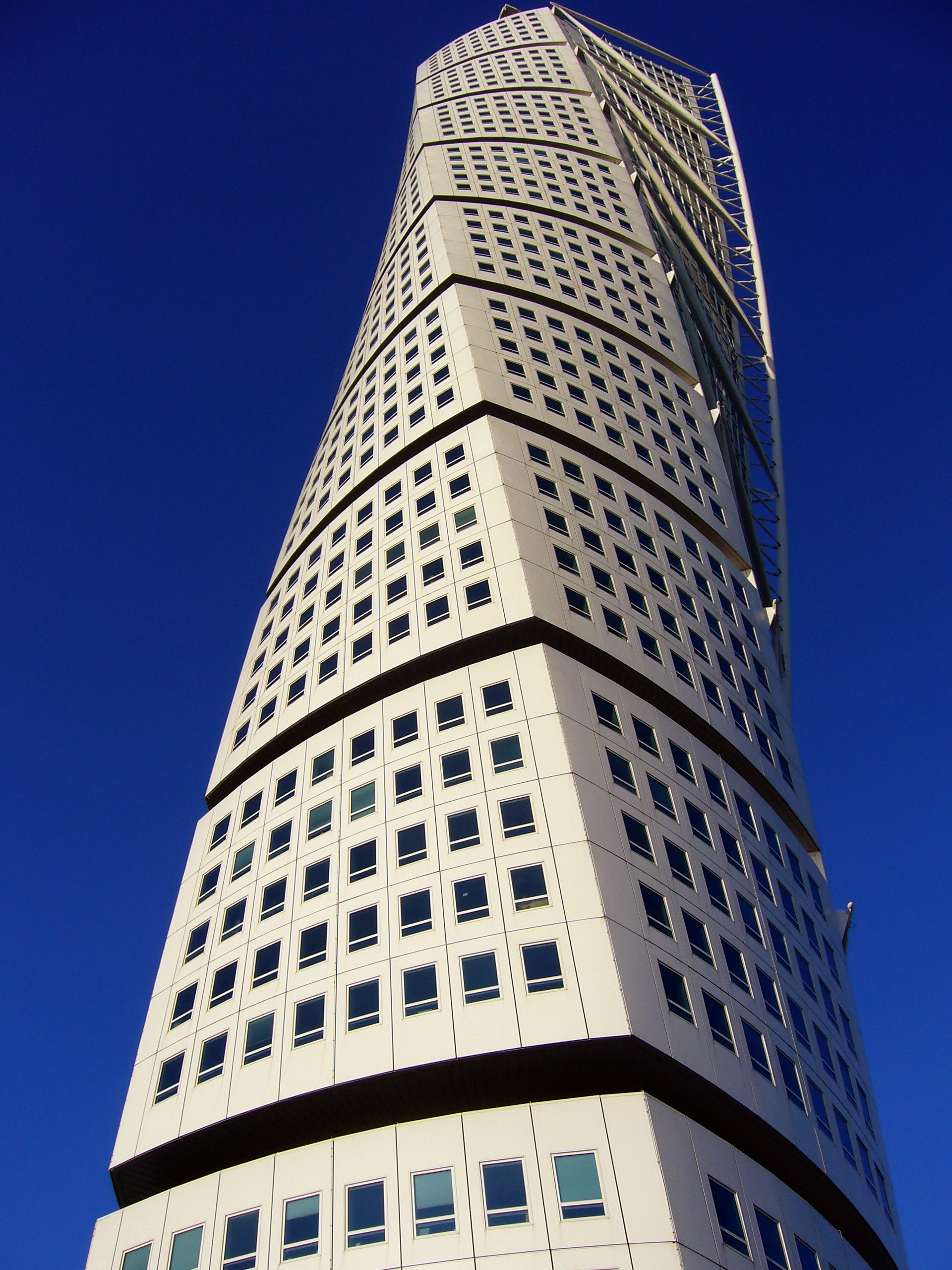
Immagine dell’edificio visto dal basso

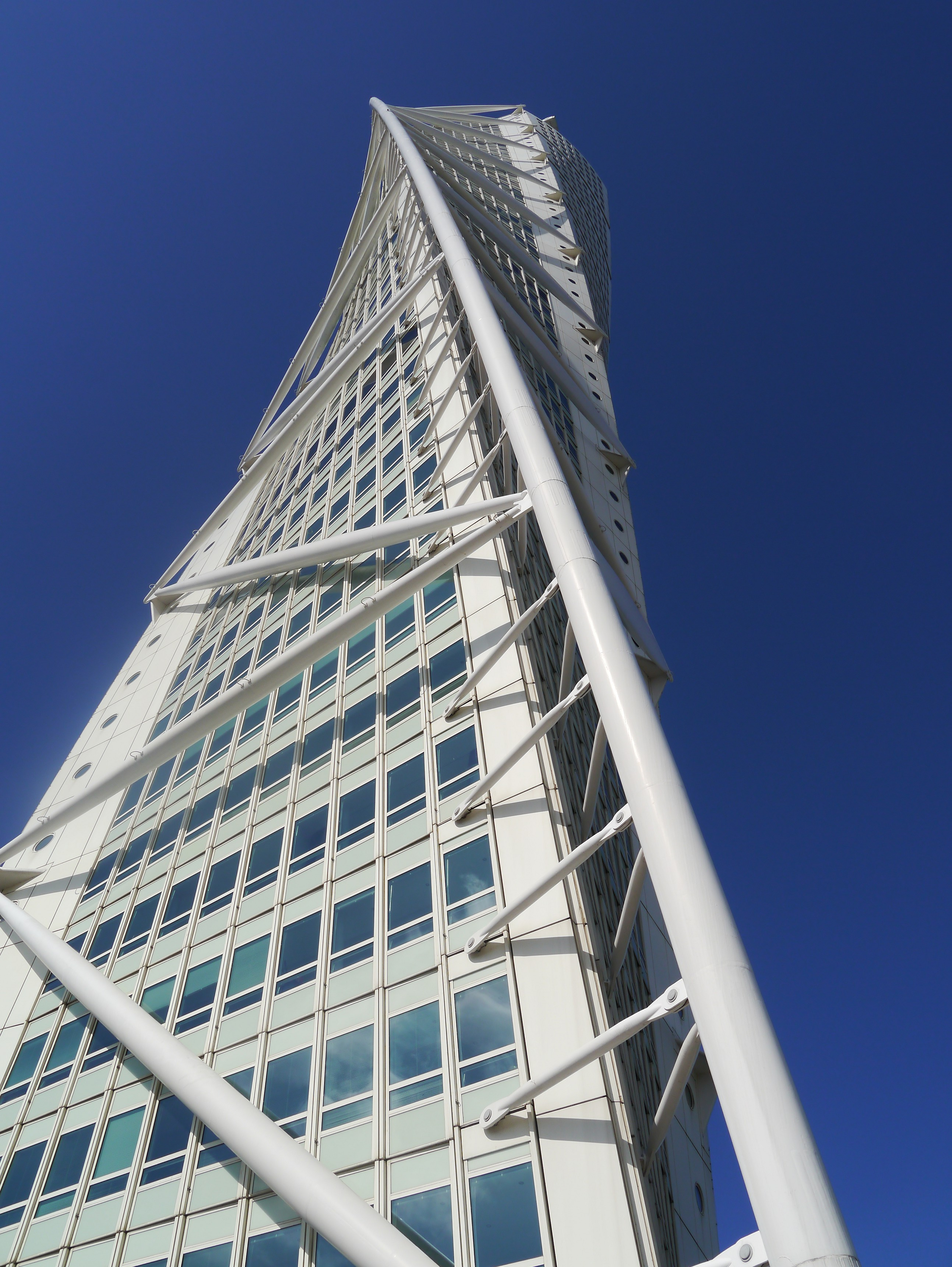
Dettaglio di parte della travatura a vista

Alla fine degli anni novanta del Novecento, l’abbandono della vecchia vocazione industriale di Malmö ha innescato un profondo processo di trasformazione della città, nonché una conseguente riqualificazione delle aree dismesse. 
La contestuale realizzazione del vicino Ponte di Øresund che collega la Svezia alla vicina Danimarca, ha contribuito fortemente a questo processo di rinnovamento urbano, all’economia del territorio e anche alla nuova vocazione turistica della città svedese.
L’edificio sorge a pochissima distanza dal Mar Baltico, in una nuova area urbana nata dal recupero di una vasta quanto obsoleta zona industriale abbandonata che ospitava gli storici cantieri navali Kockums, caratterizzata per decenni dalla consistente presenza di svariate gru prodotte dalla Thyssen Krupp tra cui la Kockumskranen, una delle più grandi al mondo, che per decenni fu il simbolo indiscusso della Malmö industriale.
L'idea di un edificio che potesse diventare il nuovo emblema di Malmö risale al 1999, quando Carl Wilhelm Örbäck, direttore della HSB, la maggiore cooperativa edilizia svedese fondata nel 1923, rimase affascinato dal Twisting Torso, la scultura in marmo di Santiago Calatrava realizzata nel 1998, ovvero un esempio di “architettura viva” ispirata alla natura umana e vegetale, i temi più ricorrenti nell’ispirazione creativa dell’architetto spagnolo. 
Messosi in contatto con Calatrava, egli gli chiese di applicare il concetto di “torsione” espresso in quella scultura a un edificio residenziale che la HSB intendeva realizzare nella nuova area urbana di Malmö, ormai orfana della Kockumskranen, la grande gru a cavalletto smantellata definitivamente nel 2002.
Il Turning Torso è stato realizzato dalla NCC - Nordic Construction Company e inaugurato il 27 agosto 2005, dopo quattro anni di cantiere. 
L'edificio ha ricevuto il premio MIPIM alla Fiera della Costruzione di Cannes come miglior edificio residenziale del mondo, il Gold Emporis Skyscraper Award e, nel 2015, il premio conferitogli dal Tall Buildings and Urban Habitat Council.

## Descrizione

### Esterno
Situato nell’ex area portuale occidentale di Malmö, a poca distanza dal Mar Baltico, l’edificio è fortemente ispirato alla scultura marmorea che rappresenta un torso umano stilizzato, opera dello stesso Santiago Calatrava.
L'edificio è il fulcro del moderno quartiere Värsa Hamnen, una nuova area residenziale della città, ed è caratterizzato da una pianta pentagonale irregolare. 
Le sue fondamenta affondano di 15 metri nel sottosuolo e per l'intera struttura portante sono occorse 4.400 tonnellate di acciaio e circa 5.000 metri cubi di cemento per realizzare il nucleo cilindrico in calcestruzzo armato da 10,6 metri di diametro posto al centro, coincidente con l'asse di rotazione dei singoli piani, che ospita ascensori, impianti e servizi.
L'unicità dell'edificio è proprio nella sua particolare morfologia, ottenuta ruotando i singoli piani pentagonali di 1,66° ciascuno, per raccordarli con prospetti esterni scanditi da nove moduli che seguono il caratteristico andamento torsionale a spirale, fino a completare una torsione di 90°. 

Questo suo particolare aspetto non è soltanto frutto della richiesta del committente ma ben si sposa anche con la capacità dell'edificio di contrastare efficacemente il carico laterale del vento, presenza pressoché costante in quel tratto d'area costiera. In fase progettuale è anche stata considerata l'eventualità che la sommità dell'edificio possa oscillare di oltre mezzo metro, un'evenienza comunque estrema e verificabile soltanto durante una tempesta o un sisma.
Il rivestimento esterno è caratterizzato dal candore tipico di molte realizzazioni di Santiago Calatrava. 
Esso consiste in un rivestimento di pannelli in alluminio verniciato per ognuno dei nove moduli che scandiscono l’intera superficie esterna dell’edificio. Essi comprendono ciascuno cinque piani e quaranta finestre quadrangolari per ognuno dei tre lati uniformi, per un totale di 1.080 finestre in cristallo temprato, e mascherano i piani tecnici che appaiono arretrati tra un modulo e l'altro. 
La restante superficie dei due prospetti è caratterizzata da ampie superfici vetrate scandite da paraste per il piano terra e per il lato nord-est, in cui spicca anche la complessa travatura portante a vista in acciaio che si snoda esternamente seguendo l’andamento torsionale dell’intero edificio.
L'ingresso è preceduto da un vialetto d'accesso che attraversa una grande vasca circolare a sfioro in marmo nero che circonda l'intera area antistante l'edificio ed è formato da un corridoio completamente vetrato che percorre il basamento e conduce all'ampia hall interna.
Con i suoi 191 metri di altezza e 54 piani è l'edificio residenziale più alto della Svezia, il primo edificio al mondo caratterizzato da un profilo tortile, nonché il secondo più alto in Europa alla data della sua inaugurazione. 
Per la sua particolare morfologia e per la vicinanza alla costa del Mar Baltico, l'edificio è costantemente sottoposto all'incursione delle correnti atmosferiche del luogo; questo fa sì che in prossimità dell'edificio si possa udire un costante sibilo del vento.

### Interni
Gli interni sono caratterizzati da un ampio utilizzo di vetro, legno d'acero e marmo di Carrara per i pavimenti, che caratterizzano gli ambienti comuni e l’ampia hall del piano terra completamente vetrata, dove trova posto anche la doppia reception principale.
Nell'edificio coesistono uffici e appartamenti e, come consuetudine per i grattacieli a uso misto, i locali commerciali sono ospitati nei piani più bassi, i primi nove infatti ospitano uffici per una superficie complessiva di 3.600 metri quadrati. 
Ogni piano conta una superficie calpestabile di 400 metri quadrati, mentre otto sono i piani tecnici, ubicati tra un modulo e l'altro, ma rientranti rispetto al perimetro esterno dei prospetti; essi ospitano anche il sistema di illuminazione esterna, che evidenzia il netto distacco tra i nove moduli abitativi.
Dal terzo modulo in su, invece, vi sono 147 appartamenti privati, la cui superficie varia tra 45 e 190 metri quadrati. 
Le unità abitative sono dotate di avanzate soluzioni per la domotica e una particolare attenzione è stata riservata all'ecosistenibilità di materiali e allo smaltimento dei rifiuti. 
L’energia prodotta e utilizzata all’interno dell'edificio è completamente rinnovabile, proveniente da fonti sostenibili e in ogni unità abitativa è installato un impianto per lo smaltimento dei rifiuti organici, che consente di generare energia riutilizzabile.
L'ultimo modulo in alto ospita locali destinati a un utilizzo comune. Al 49º piano si trova un punto di osservazione panoramico accessibile su prenotazione, dal quale si può vedere la vicina Copenaghen. 
Il 50º e il 51º piano ospitano una seconda reception, una palestra con sauna e idromassaggio, una caffetteria, mentre gli ultimi tre piani sono interamente occupati dallo Sky High Meeting, dotato di un'ulteriore reception, un ristorante e ampie sale destinate a un utilizzo collettivo per ospitare riunioni, congressi, eventi, incontri politici e visite ufficiali.